# Lorenzo Valla
Lorenzo (Laurentius) Valla (født 1407 i Rom, død 1. august 1457 sammesteds) var en italiensk humanist.
Efter 1431 at være blevet ansat som professor i retorik i Pavia forfattede han de filosofiske dialoger De voluptate (eller De vero bono) og De libero arbitrio, hvori han angriber middelalderens autoriteter på filosofiens område, Aristoteles og Boëthius. Herved vakte han imidlertid en stærk forbitrelse imod sig, så han blev nødt til at opgive sin lærerstilling. I 1435 blev han sekretær hos den humanistisk dannede kong Alfonso V af Aragonien, hvem han i reglen fulgte på hans krigstog. I denne tid forfattede Valla sit navnkundigste værk, Elegantiarum libri VI, hvori han under skarp polemik mod de middelalderlige og samtidige forfattere, der radbrækkede det latinske sprog, gav udførlige regler for sprogets rette behandling i tilslutning til de klassiske mønstre. Et stærkt røre vakte han ved sit historisk-politiske stridsskrift De falso credita et ementita Constantin donatione, hvori han påviste uægtheden af det dokument, hvorved Konstantin den Store, da han flyttede residensen til Konstantinopel, skulle have overdraget paven herredømmet over hele Vesten, og som udgjorde en vigtig grundvold for pavens verdslige magt. Under en strid med gejstligheden, hvorunder Valla benægtede, at det apostoliske symbol stammede fra apostlene, var han nær kommet i inkvisitionens magt; men da den humanistisk sindede Nikolaus V var blevet pave (1447), udsonede Valla sig med kirken og blev udnævnt til apostolisk scriptor. Han vendte således tilbage til Rom, hvor han optrådte som lærer i veltalenhed og desuden udarbejdede latinske oversættelser af græske forfattere som Thukydid og Herodot. Hans stærke selvbevidsthed og forfængelighed bragte ham dog stadig i strid både med kirkens mænd, hvem han desuden forargede ved sin påstand om den latinske bibeloversættelses unøjagtighed, og med andre humanister. Men pavens velvilje bevarede han, og Calixtus III udnævnte ham 1455 til apostolisk sekretær og til canonicus ved Laterankirken. Valla var en af Italiens betydeligste humanister, og flere af hans tanker fik desuden senere stor betydning for reformatorerne; dog har man næppe med rette betragtet ham som en forløber for reformationen. De fleste af hans skrifter er samlede i en stor udgave (Opera Basel 1543); endvidere har Vahlen udgivet Laurentius Valla opuscula tria (Wien 1869).